# Miguel Elizalde
Miguel Heberto Elizalde Lizarraga (n. Hermosillo, Sonora, México; 17 de febrero de 1973) es un ingeniero mexicano. Fue director general de Autotransporte Federal y actualmente es Presidente Ejecutivo de la Asociación Nacional de Productores de Autobuses, Camiones y Tractocamiones.

## Educación y vida personal
Es egresado de Ingeniero Industrial y de Sistemas por el Tecnológico de Monterrey, Campus Sonora Norte en 1997. En 2001 obtuvo la Maestría de Administración Pública por la Escuela Maxwell de Ciudadanía y Asuntos Públicos de la Universidad de Syracuse en el estado de Nueva York. 

## Carrera profesional
En el desarrollo de su carrera profesional, se ha desempeñado en la iniciativa privada como investigador, profesor y consultor en diversas instituciones, entre ellas: Concierto, Recursos, Aliados y Socios y la Asociación Nacional Interestatal de Gas de América.
En la administración pública local, en su estado natal, se desempeñó en la Dirección General de Planeación y Seguimiento de la Comisión de Fomento al Turismo de Sonora. 
En 2007 ingresa a la administración pública federal al desempeñarse como Subdirector de Control de la Red Concesionada y Contratada de Caminos y Puentes Federales. Posteriormente, en 2008 es nombrado Coordinador de Transporte Estados Unidos - México y en marzo de 2009 como director general de Autotransporte Federal.
En agosto de 2012 es designado Presidente Ejecutivo de la Asociación Nacional de Productores de Autobuses, Camiones y Tractocamiones (ANPACT).
En marzo del 2017 y hasta el 2018 Miguel Elizade fue nombrado Presidente de la Comisión de Transporte de la Confederación de Cámaras Industriales de los Estados Unidos Mexicanos (CONCAMIN), sustituyendo en el cargo a José Luis Fuente Pochat.  En 2017 asesoró sobre los temas de transporte en la sala de stakeholders apoyando al gobierno mexicano en la negociación del T-MEC. Actualmente junto a la Asociación Nacional de Productores de Autobuses, Camiones y Tractocamiones, Elizalde dirige la próxima Expo-Transporte ANPACT, que se llevará a cabo en el 2022.